# 袁荣祥
袁荣祥（1955年3月—），中華人民共和國政治人物，浙江嵊州人。曾任浙江省人大常委会副主任。

## 簡歷
1978年3月加入中国共产党。浙江省金华农业学校毕业，中共中央党校世界经济专业在职研究生学历。历任浙江省财政厅副处长、处长，龙泉市委副书记、代市长、市长，省地税局副局长，湖州市委常委、副市长、市委副书记、代市长、市长，龙岩市委副书记、副市长、代市长、市长，漳州市委书记等职。2005年5月，任中共福建省委常委、福州市委书记（至2011年9月），2010年1月当选福州市人大常委会主任（至2012年1月），2011年9月改兼任省委宣传部部长。
2014年1月20日，袁荣祥当选为浙江省人大副主任。
2014年1月袁荣祥增选为浙江省人大代表。